# Холявський Борис Матвійович
Борис Матвійович Холявський (1888, місто Мінськ, тепер Республіка Білорусь — загинув 25 вересня 1926, біля міста Пензи, Російська Федерація) — український радянський діяч, відповідальний секретар Миколаївського окружного комітету РСДРП(б). Член ЦК КП(б)У в травні 1924 — грудні 1925 р. Секретар ЦК КП(б)У в травні 1924 — квітні 1925 р. Член Організаційного бюро ЦК КП(б)У в травні 1924 — квітні 1925 р.

## Біографія
З 1904 року працював на фабриці міста Вільно. З 1905 року брав участь в революційному русі. Працював робітником-покрівельником.
Член РСДРП(б) з 1912 року.
З 1918 року — в Червоній армії. Служив червоноармійцем, був на відповідальній роботі в органах постачання Південного і Західного фронтів РСЧА.
У 1920 році — голова Одеської губернської ради народного господарства (РНГ).
У 1923 — квітні 1924 року — відповідальний секретар Миколаївського окружного комітету КП(б)У.
У квітні 1924 — квітні 1925 року — завідувач організаційно-розподільчого відділу ЦК КП(б)У. Одночасно, у травні 1924 — квітні 1925 року — секретар ЦК КП(б)У.
У вересні 1925 — 25 вересня 1926 року — відповідальний секретар Пензенського окружного комітету ВКП(б).
25 вересня 1926 року трагічно загинув на полюванні біля міста Пензи.